# NGC 6392
NGC 6392 је спирална галаксија у сазвежђу Рајска птица која се налази на NGC листи објеката дубоког неба.
Деклинација објекта је - 69° 47' 4" а ректасцензија 17h 43m 30,6s. Привидна величина (магнитуда) објекта NGC 6392 износи 11,7 а фотографска магнитуда 12,5. NGC 6392 је још познат и под ознакама ESO 70-12, IRAS 17379-6945, PGC 60753.